# Transporte aéreo de chefes de estado e governo
Os transportes aéreos de chefes de Estado e de governo são, em muitos países, fornecidos pela Força Aérea de cada país em aviões ou jatos executivos especialmente equipados. Uma dessas aeronaves em particular tornou-se parte da cultura popular: o Air Force One (Força Aérea Um), usado pelo Presidente dos Estados Unidos e operado pela Força Aérea dos Estados Unidos. Outras aeronaves oficiais bem conhecidas incluem a aeronave presidencial russa, a aeronave VIP da Força Aérea Real Britânica, o "Cotam 001" francês, o Asa de Sião Israelense, o Tango 01 argentino, a aeronave VIP da Real Força Aérea Canadense, o alemão Konrad Adenauer, a aeronave VIP da Real Força Aérea Australiana, o Força Aérea Japonesa Um, o Code One sul-coreano, o Air India One e o VC1-A brasileiro.
Outro meio de transporte bem conhecido usado por chefes de Estado e de governo é o helicóptero. Os helicópteros são vistos não apenas como mais baratos e econômicos, mas também mais convenientes do que uma carreata. Estes incluem o Marine One norte-americano, o helicóptero real britânico e o helicóptero presidencial brasileiro.
Se os oficiais não tiverem sua própria aeronave ou se sua aeronave VIP estiver em manutenção, eles ocasionalmente contratam jatos particulares, caso em que um decalque ou adesivo com a bandeira ou brasão de armas do país é frequentemente colocado próximo à porta.

## História
Em 15 de julho de 1910, o então czar da Bulgária Fernando I se tornou o primeiro chefe de Estado a voar em uma aeronave durante uma visita à Bélgica.
Em 1919, durante a Conferência de Paz de Paris, políticos britânicos seniores, incluindo o primeiro-ministro David Lloyd George e o líder da Câmara dos Comuns Bonar Law, usaram vários aviões Airco DH.4 para as viagens sobre o Canal da Mancha. Projetados originalmente como bombardeiros, os aviões modificados apresentavam um compartimento fechado para dois passageiros (a cabine foi deixada aberta) e um compartimento de bagagem separado. Apelidado como o "avião de Lloyd George", foi provavelmente um dos primeiros aviões a ser amplamente utilizado por um líder político.
O monarca britânico tornou-se o primeiro chefe de Estado ou governo a receber transporte aéreo oficial e dedicado quando dois Westland Wapitis foram entregues ao esquadrão nº 24 da Força Aérea Real em Northolt com o propósito expresso de transporte da família real em 1928. Entre 1929 e 1935, Eduardo, Príncipe de Gales, comprou 13 aeronaves. Embora a Força Aérea Real tenha mantido pelo menos uma dessas aeronaves por um tempo, o Príncipe de Gales acabou se tornando o único responsável por elas. Quando o príncipe subiu ao trono em 1936 como Eduardo VIII, o The King's Flight foi formado como a primeira unidade de aeronaves de chefe de estado do mundo.
Nos Estados Unidos, antes da Segunda Guerra Mundial, as viagens presidenciais ao exterior e pelo país eram raras. Franklin D. Roosevelt foi o primeiro presidente a voar em uma aeronave enquanto estava no cargo. Durante a Segunda Guerra Mundial, Roosevelt viajou no Dixie Clipper, um Boeing 314 com tripulação da Pan Am, para a Conferência de Casablanca de 1943 em Casablanca, no Marrocos. O vôo cobriu 5.500 milhas em três etapas. A primeira aeronave dedicada proposta para uso presidencial foi uma aeronave de transporte VIP Consolidated C-87 Liberator Express. Esta aeronave, cauda número 41-24159, foi remodelada em 1943 para transporte VIP presidencial, o Guess Where II, destinado a transportar o presidente Franklin D. Roosevelt em viagens internacionais.
O Serviço Secreto posteriormente reconfigurou um Douglas C-54 Skymaster para servir como transporte presidencial. Esta aeronave VC-54C, apelidada de Sacred Cow (Vaca Sagrada), incluía uma área de dormir, rádio-telefone e elevador retrátil para erguer Roosevelt em sua cadeira de rodas. Conforme modificado, o VC-54C foi usado pelo presidente Roosevelt apenas uma vez, em sua viagem de ida e volta para a Conferência de Yalta em fevereiro de 1945.
A partir do pós-guerra, governos em todo o mundo instituíram disposições semelhantes para o transporte aéreo oficial de seus chefes de Estado e de governo.

## Lista de aeronaves, por país

### Alemanha

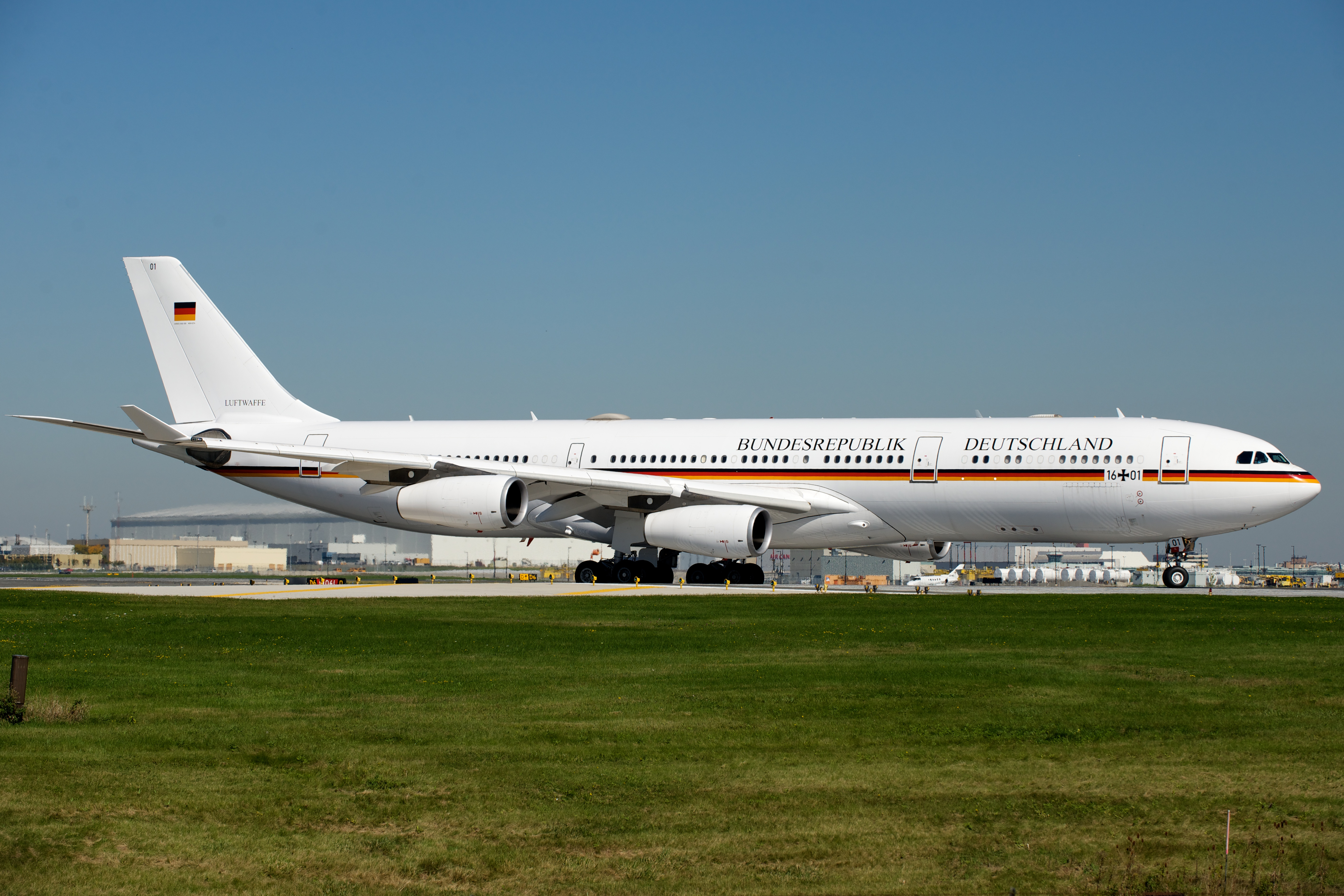
Airbus A340-313 VIP 16 + 01 "Konrad Adenauer" da Alemanha, no Aeroporto Internacional Pearson de Toronto.

A frota usada pelos altos funcionários do governo alemão consiste em 15 aeronaves:
- 2 Airbus A340-313X VIP incluindo o "Konrad Adenauer"
- 2 Airbus A319-133X CJ
- 1 Airbus A321-200[9]
- 3 Bombardier Global 5000
- 3 Bombardier Global 6000
- 3 Eurocopter AS532 Cougar
- 3 Airbus A350-900, substituindo o A340 e o A310

Os funcionários do governo alemão, incluindo o presidente da Alemanha e o chanceler usam duas aeronaves VIP Airbus A340-313X, anteriormente da Lufthansa da Alemanha, redesenhadas pela Lufthansa Technik em uma configuração VIP, incluindo dormitórios e sistema antimísseis. A aeronave recebe o nome de Konrad Adenauer, o primeiro chanceler da Alemanha Ocidental e Theodor Heuss, seu primeiro presidente. Até 2011, funcionários do governo alemão usavam dois Airbus A310-304 VIP com os mesmos nomes, anteriormente da Interflug da Alemanha Oriental. Em abril de 2019, a  Força Aérea Alemã encomendou mais três Airbus A350-900 como seus novos aviões do governo para substituir os antigos A340.
No verão de 2019, a Força Aérea Alemã também encomendou três Bombardier Global 6000 como um acréscimo à frota existente.

### Austrália

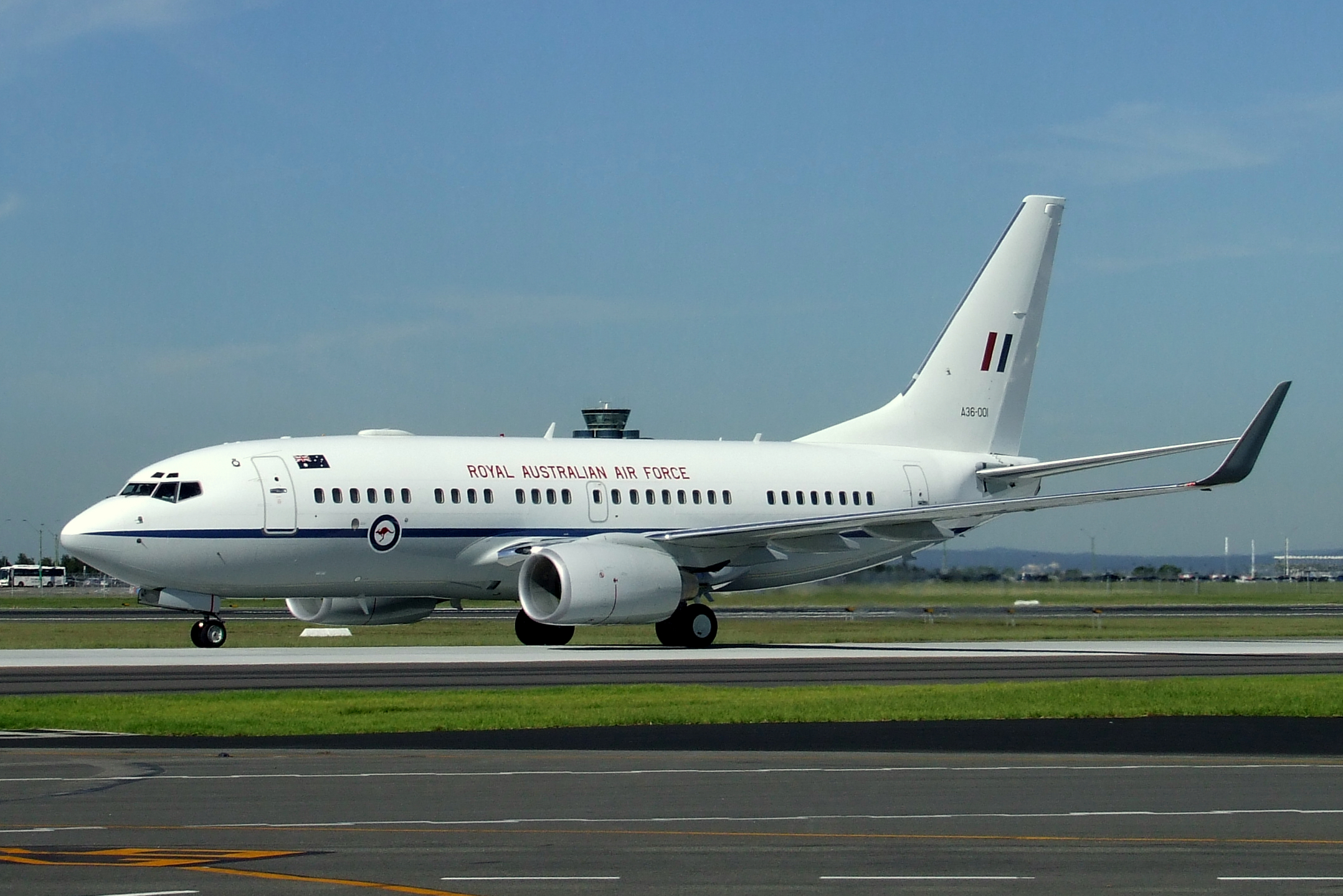
Um Boeing 737 BBJ da Real Força Aérea Australiana no Aeroporto de Sydney

A Real Força Aérea Australiana opera uma série de aeronaves especializadas para transportar a Rainha da Austrália, membros da Família Real, o governador-geral da Austrália, o primeiro-ministro da Austrália, altos membros do governo australiano e outros dignitários.
Os atuais aviões para fins especiais da Real Força Aérea Australiana são dois Boeing Business Jet alugados, três Bombardier Challengers e três Dassault Falcon 7x, operados pelo Esquadrão No. 34 da Real Força Aérea Australiana e baseados no Aeroporto de Camberra. Os Boeing Business Jet são aeronaves Boeing 737-700 com configuração personalizada, equipados com recursos como mesas de conferência, salas de escritório, satélite seguro e recursos de comunicação. Os dois aviões têm um alcance maior do que o padrão para os Boeing Business Jet. O primeiro-ministro faz uso regular da aeronave para viagens domésticas e internacionais.
Antes da aquisição dos 737, eram usados transportes-tanque Boeing 707 da RAAF para passageiros. Essas aeronaves eram maiores do que os 737 atualmente em uso.
Em agosto de 2014, o Ministro da Defesa da Austrália David Johnston anunciou a intenção de converter um tanque multifuncional KC-30A para a configuração VIP, mantendo sua capacidade de servir como tanque militar e aeronave de transporte. O novo avião tem cauda número A39-007. O novo avião terá pintura "cinza da Força Aérea", em vez do esquema de cores atual. Embora nenhuma foto oficial tenha sido divulgada, a aeronave tem 100 poltronas retas para seus passageiros.
As atuais aeronaves VIP da Força Aérea da Austrália são:
- Airbus KC-30A (1 aeronave, 2019-presente)
- 737 Boeing Business Jet (2 aeronaves, 2002-presente)
- Dassault Falcon 7X (3 aeronaves, 2019-presente)

### Argentina

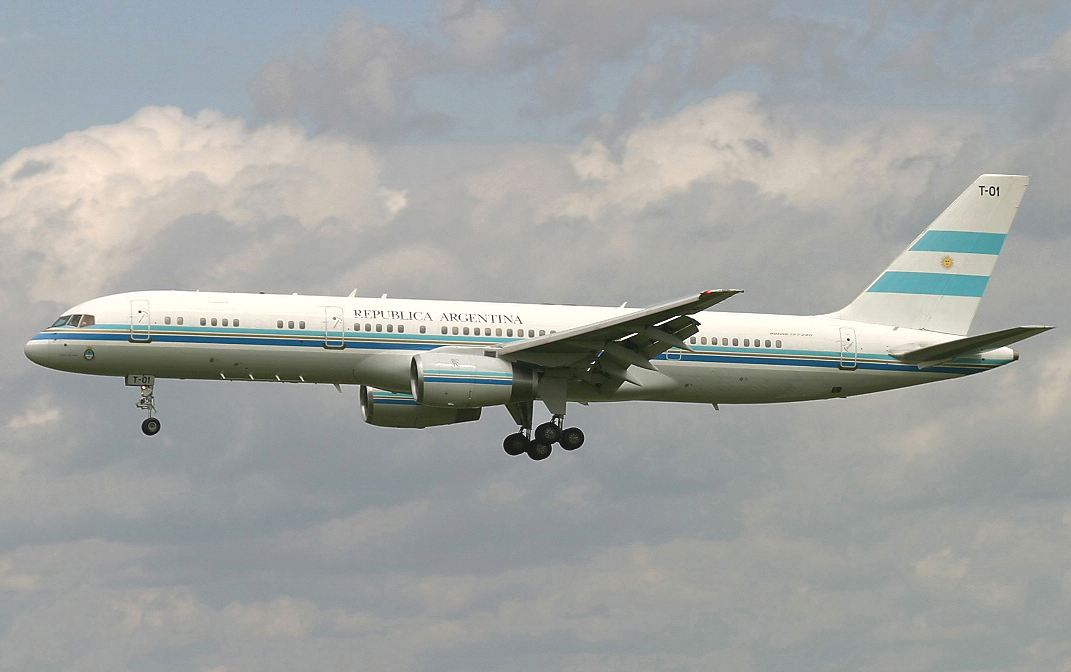
O Tango 01, o avião presidencial argentino.

A Argentina operava uma frota de aeronaves e helicópteros para uso exclusivo do Presidente da Argentina e sua família. Este conjunto de aeronaves era conhecido como Grupo Aéreo Presidencial (Agrupación Aérea Presidencial) e pertencia a um dos Departamentos da Presidência, denominado Casa Militar. Este era o responsável pela segurança e transporte presidencial. Constituído durante a presidência de Carlos Menem para substituir um Boeing 707, o Boeing 757 T-01 foi utilizado para visitas de Estado internacionais. O Grupo Aéreo Presidencial foi fechado em 2016 pelo então presidente Mauricio Macri,[carece de fontes?] devido ao alto custo com reparos e manutenção e à falta de pilotos e peças de reposição adequados. A frota do Grupo Aéreo Presidencial em 2014 era de:
- T-01 (Tango 01) Boeing 757-200
- T-02 Fokker F-28-4000 Fellowship
- T-03 Fokker F-28-1000C Fellowship
- T-04 Boeing 737-500[11]
- T-10 Learjet 60
- H-01 Sikorsky S-70A Black Hawk
- H-02 Sikorsky S-76B
- H-03 Sikorsky S-76B

Todas as aeronaves do Grupo Aéreo Presidencial estão atualmente armazenadas, porém Mauricio Macri ainda usou o Boeing 737-500 para viagens domésticas e de curta distância.
Foi revelado que um Boeing 737-700 foi encomendado pelo presidente Alberto Fernandez para viagens internacionais. O avião carregaria o registro T-92. Antes deste anúncio, o 737 costumava operar como um avião comercial para a Ethiopian Airlines e Scandinavian Airlines.
Em 2014, os ministros argentinos Axel Kicillof e Hector Timmerman viajaram para a 9ª reunião de cúpula do G20 em Brisbane, na Austrália, no entanto, devido à manutenção, um Dassault Falcon 7X privado registrado na Suíça foi alugado e usado. O avião voou de Río Gallegos para Christchurch para uma escala antes de voar para Brisbane.

### Brasil

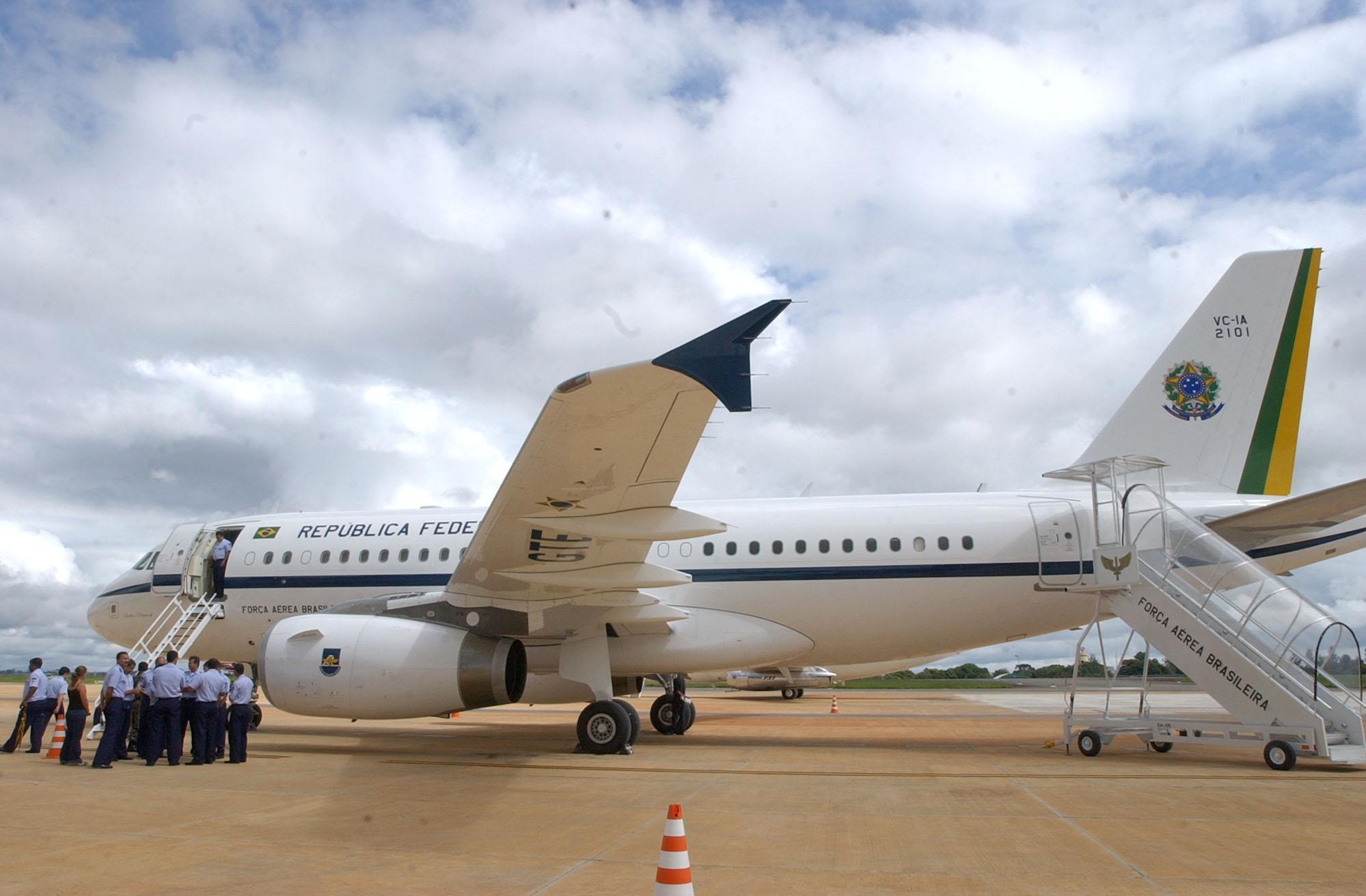
O Airbus VC-1A, utilizado pelo governo brasileiro.

A principal aeronave presidencial utilizada pelo Governo do Brasil é um Airbus A319 modificado, designado pela Força Aérea Brasileira como VC-1A e oficialmente batizado de Santos-Dumont, em homenagem ao pioneiro da aviação brasileira. O VC-1A é usado para transportar o Presidente em viagens internacionais de médio alcance, e para longo alcance o governo usa um Boeing 767 alugado de 2017 a 2025. Para voos de curta distância, o Presidente é transportado em um dos dois jatos presidenciais Embraer 190 modificados. Quando uma aeronave está transportando o Presidente do Brasil ela usa o indicativo de chamada Força Aérea 01 (em vôos internacionais, Brazilian Air Force One).
O Grupo Especial de Transporte (GTE) da Força Aérea Brasileira é responsável pelo transporte do Presidente, do Vice-Presidente e dos ministros do governo brasileiro. O GTE é composto por 22 aeronaves:
- Um Airbus A319 (VC-1A) "Santos-Dumont" com configuração VIP modificada, usado em todos os voos internacionais que transportam o Presidente.
- Dois jatos Embraer 190 modificados com configuração VIP, batizados com os nomes Bartolomeu de Gusmão e Augusto Severo, usados em voos domésticos e regionais que transportam o Presidente.
- Dois helicópteros presidenciais Eurocopter Super Puma (VH-34) com configuração VIP.
- Duas aeronaves Embraer ERJ-135 (VC-99C) com configuração VIP.
- Dez aeronaves Embraer ERJ-145 (C-99A).
- Três jatos Gates Learjet 35 (VU-35).

A frota está sediada na Base Aérea de Brasília.

### Cabo Verde
O governo cabo-verdiano costuma viajar em aeronaves comerciais ou particulares.[carece de fontes?]

### Canadá

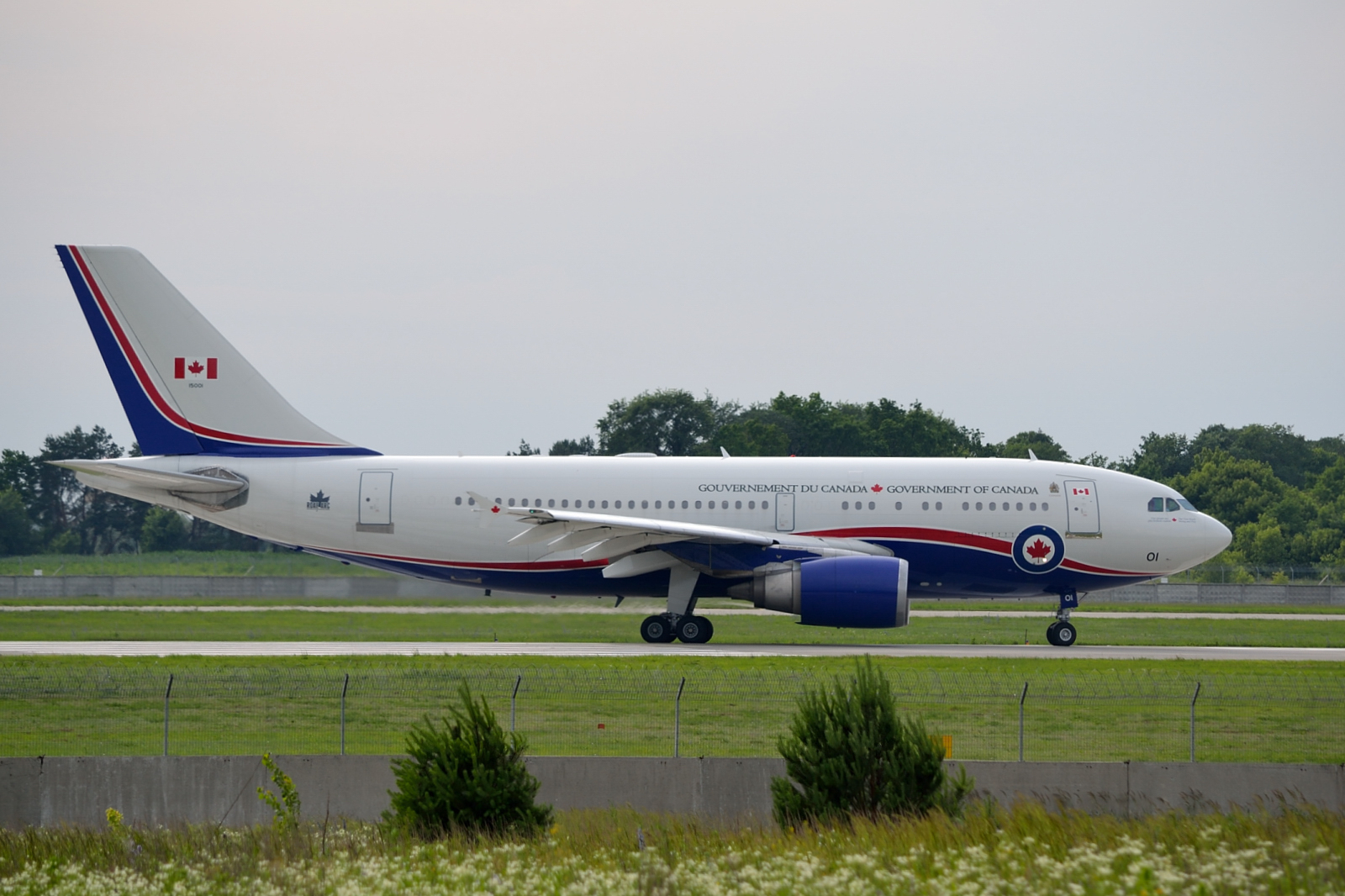
O CC-150 Polaris é usado para transportar o monarca canadense, governador-geral e/ou o primeiro-ministro.

A Real Força Aérea Canadense opera cinco aeronaves CC-150 Polaris (Airbus A310-300), pilotadas por tripulações do 437 Transport Squadron baseado na base aérea CFB Trenton; quatro são configurados como aviões comerciais normais com capacidade de transporte de carga e reabastecimento aéreo, enquanto um, nº 001, é operado em configuração VIP e encarregado de levar o monarca do Canadá, outros membros da Família Real, o governador-geral, o primeiro-ministro e outros altos funcionários do governo e dignitários estrangeiros. O CC-150 Polaris é usado principalmente para viagens de longa distância; para viagens de curta distância, são utilizadas quatro aeronaves CC-144 (Bombardier Challenger 600), operadas pelo 412 Squadron. Em 5 de junho de 2020, foi anunciado que duas das aeronaves CC-144 baseadas no modelo 601 seriam substituídas por fuselagens mais novas baseadas no modelo 650 devido a questões de compatibilidade dos próximos padrões ADS-B.

### Dinamarca

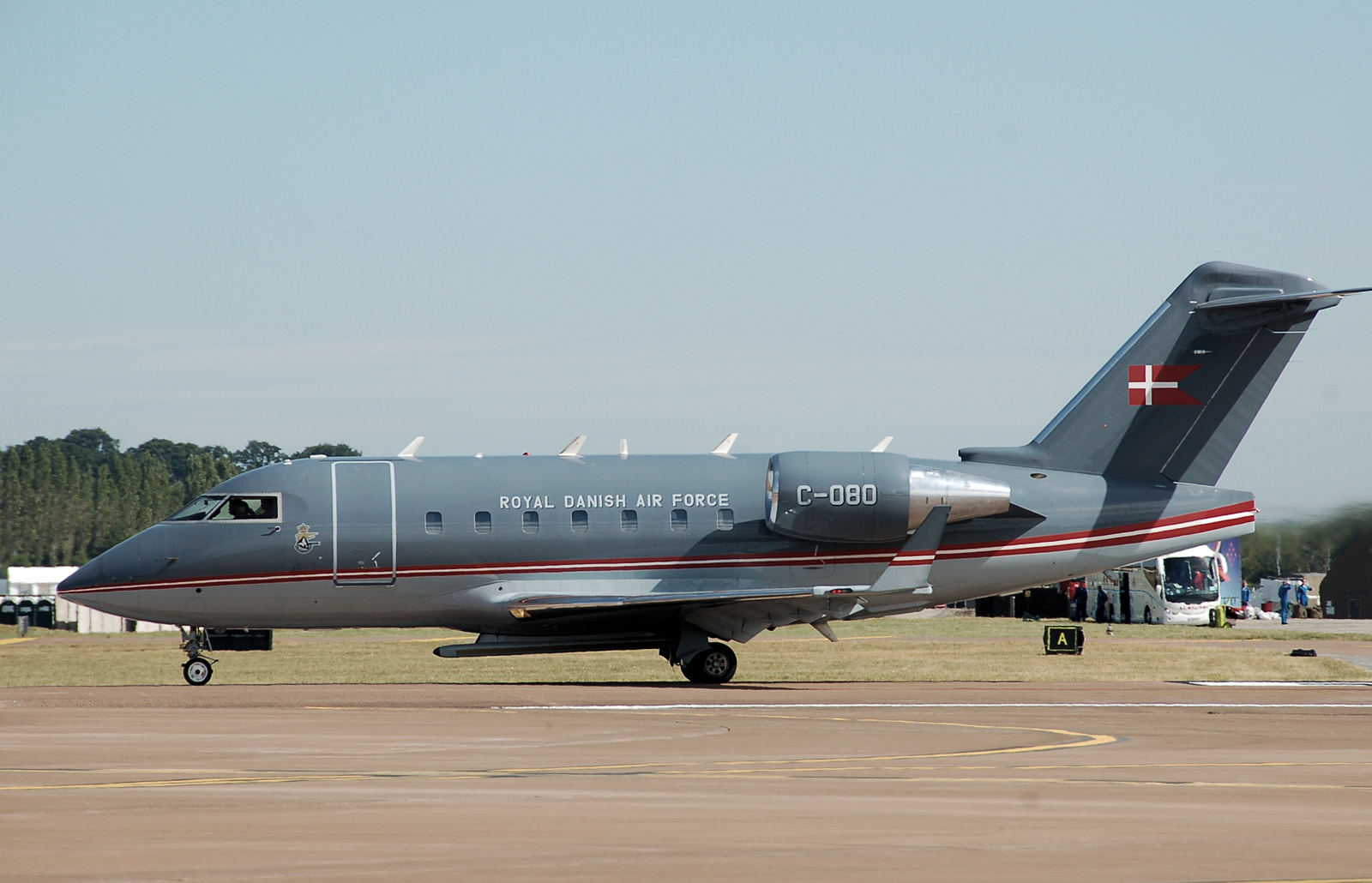
Bombardier Challenger CL-604 da Força Aérea Real Dinamarquesa

A Força Aérea Real Dinamarquesa opera quatro aeronaves Bombardier Challenger 604 para transporte VIP, principalmente do governo e da família real dinamarquesa. Essas aeronaves também são usadas para controle ambiental e de pesca em torno da Groenlândia e do Mar do Norte. Além disso, a família real dinamarquesa possui um helicóptero AgustaWestland EH101 Merlin à sua disposição. Os ministros também voam em companhias aéreas comerciais, como a Scandinavian Airlines.

### Estados Unidos

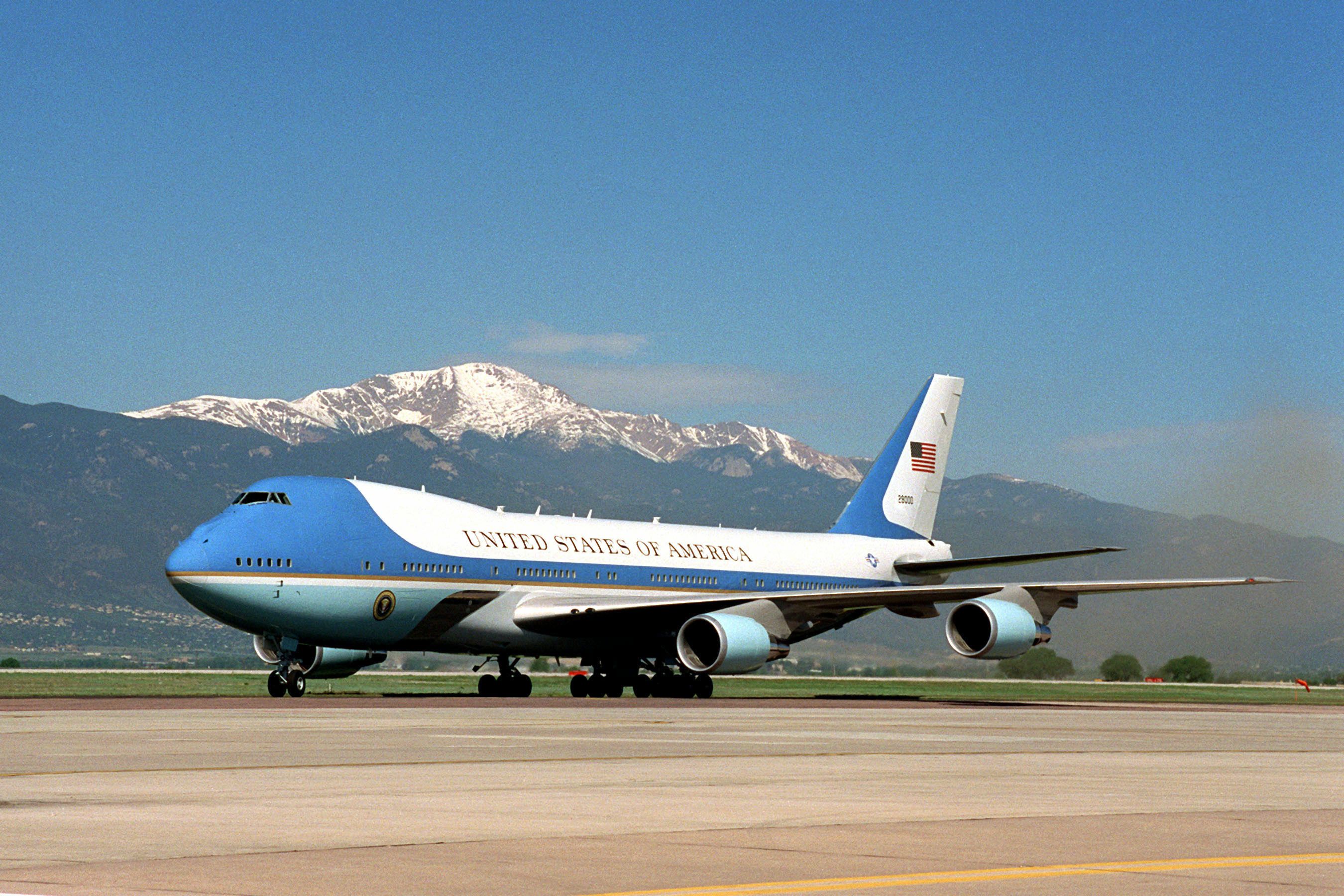
Boeing VC-25 da Força Aérea dos Estados Unidos (também conhecido como Air Force One ou Força Aérea Um)

Os preparativos para viagens aéreas do presidente são feitos pelo Gabinete Militar da Casa Branca, e pode usar um dos três tipos diferentes de aeronave, dependendo do voo e das pistas disponíveis. O primeiro tipo são dois jatos Boeing 747-200B customizados com a designação militar VC-25A. Com uma pintura projetada pela primeira vez por Raymond Loewy em 1962, eles estão entre as aeronaves mais reconhecidas do mundo e são um símbolo mundial do país, bem como da presidência dos Estados Unidos. Também se considera que inspiraram outras nações a adquirir aeronaves dedicadas a viagens de estado. Essas aeronaves são usadas principalmente pelo presidente e estão programadas para serem substituídas por aeronaves Boeing 747-8i, designação militar VC-25B, em um futuro próximo. O VC-25 é usado para aeródromos com pistas de 3.100 m (10.200 pés) ou mais, porque os jatos quadrimotores exigem pistas mais longas para decolagens e pousos. Para viagens domésticas de longa distância e todas as viagens internacionais, as Forças Armadas dos Estados Unidos exigem que a aeronave presidencial tenha pelo menos quatro motores.
O vice-presidente dos Estados Unidos, a primeira-dama, o secretário de Estado e outros oficiais de alto escalão podem usar aeronaves Boeing 757-200, Boeing 737 ou Gulfstream G550 personalizadas com designações militares C-32A, C-40B e C-37A / B, respectivamente. O Presidente eleito e o Vice-presidente eleito dos Estados Unidos também podem usar essas aeronaves, mediante cortesia estendida pela Administração de partida. Cada uma dessas aeronaves possui pinturas baseadas no design de Loewy. A aeronave exata usada dependerá do comprimento e do destino do voo, pois essas aeronaves podem decolar e pousar em pistas de 1.600 m (5.200 pés) de comprimento. No entanto, o presidente usa apenas aeronaves VC-25A ou C-32 - embora, excepcionalmente, o presidente Barack Obama já tenha usado um C-37A para viagens privadas para Nova York em 2009 - enquanto o vice-presidente quase sempre usa aeronaves C-32. Para viagens domésticas e internacionais de longa distância, o Secretário de Defesa usa uma das quatro aeronaves Boeing 747-200B modificadas com a designação militar de E4-B. Essas aeronaves são especialmente equipadas para servir como Postos Aerotransportados do Comando Nacional de Emergência durante tempos de guerra.
| Aeronave            | Frota | Pedidos |
| ------------------- | ----- | ------- |
| Boeing VC-25A       | 2     | —       |
| Boeing VC-25B       | —     | 2       |
| Boeing C-32A        | 8     | —       |
| Boeing C-40 Clipper | 2     | —       |
| Total               | 12    | 2       |

O indicativo de qualquer aeronave é normal se não estiver transportando o presidente ou o vice-presidente. O indicativo de qualquer aeronave militar que atualmente carrega o Presidente dos Estados Unidos é chamado em inglês pelo nome do ramo militar seguido por "One", como Army One, Air Force One, Navy One ou Marine One (que normalmente é associado a um helicóptero). O indicativo de qualquer aeronave militar que atualmente carrega o vice-presidente é chamado em inglês pelo nome do ramo militar seguido por "Two", como Air Force Two, Coast Guard Two ou Marine Two (que normalmente é associado a um helicóptero). No único caso em que o presidente viajou em uma aeronave privada, seu indicativo foi Executive One, e o Gulfstream privado do vice-presidente Rockefeller foi o Executive Two quando ele esteve a bordo durante seu mandato.
Além disso, as forças armadas dos EUA mantêm frotas separadas de Boeing C-40 Clippers (Boeing 737-700), C-37As (Gulfstream V) e C-37Bs (Gulfstream G550) para uso por funcionários do governo, membros do Congresso e da Casa Branca. Estes podem ter pinturas diferentes do design de Loewy.[carece de fontes?]

### Finlândia

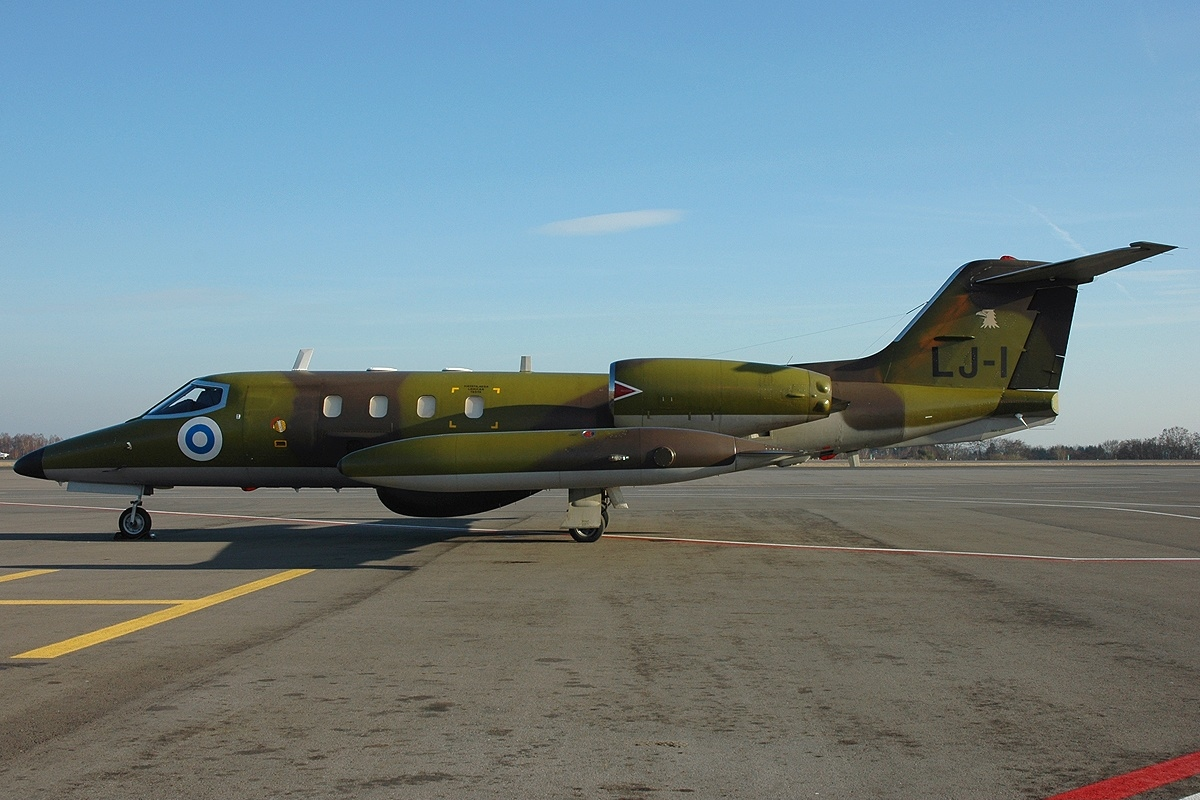
Learjet UC-35A da Força Aérea da Finlândia

Os funcionários finlandeses não têm aeronaves alocadas individualmente. O presidente e os ministros geralmente viajam em voos comerciais. No entanto, a Força Aérea da Finlândia opera três aeronaves Learjet 35 com capacidade de transporte limitada para uso por oficiais superiores do governo e militares. Helicópteros do Exército da Finlândia ou da Guarda Fronteira são utilizados para fornecer transporte a oficiais superiores em algumas viagens domésticas.
O ex-primeiro-ministro Juha Sipilä, um ávido aviador, também fez viagens oficiais com aeronaves que voou pessoalmente, como um Cessna CitationJet/M2 525 e um Scanwings Cessna 525 (OH-SWI). A viagem mais longa foi para Ulã Bator, capital da Mongólia, em 2016. O governo aluga jatos particulares de empresas como a Jetflite Oy.

### França

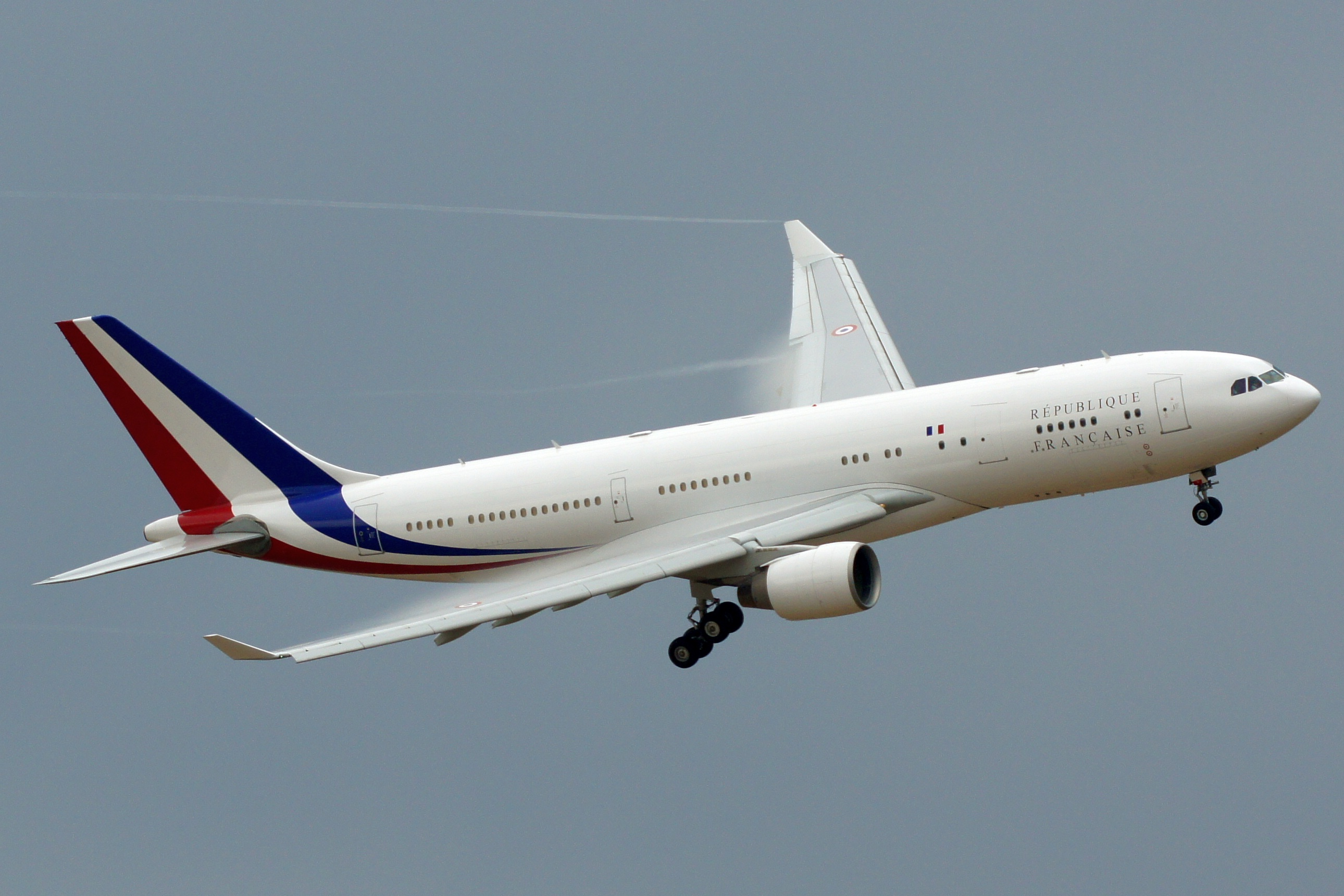
O Airbus A330-200 do presidente da França é usado desde novembro de 2011.

O Escadron de Transport 60, anteriormente Escadron de transport, d'entrainement et de calibration 00.065 (ETEC 65, "Esquadrão de Transporte, Treinamento e Calibração"), é a unidade do Exército do Ar e do Espaço, sob o comando direto do Ministro da Defesa, encarregado do transporte do presidente, do primeiro-ministro e de outros funcionários do governo francês.
O esquadrão opera quatro Dassault Falcon 50, dois Dassault Falcon 900, dois Dassault Falcon 7X e um Airbus A330-200. Além disso, a unidade opera três helicópteros Super Puma com configuração VIP. As aeronaves que levam o Presidente da França possuem o indicativo de chamada Cotam 001.
As autoridades francesas também usam a aeronave do Escadron de transport 3/60 Esterel, que opera três Airbus A310-304 e dois Airbus A340-200.
Ambas as aeronaves Airbus A340-200 foram vendidas ao Quênia para a AMREF Flying Doctors.[carece de fontes?]

### Japão

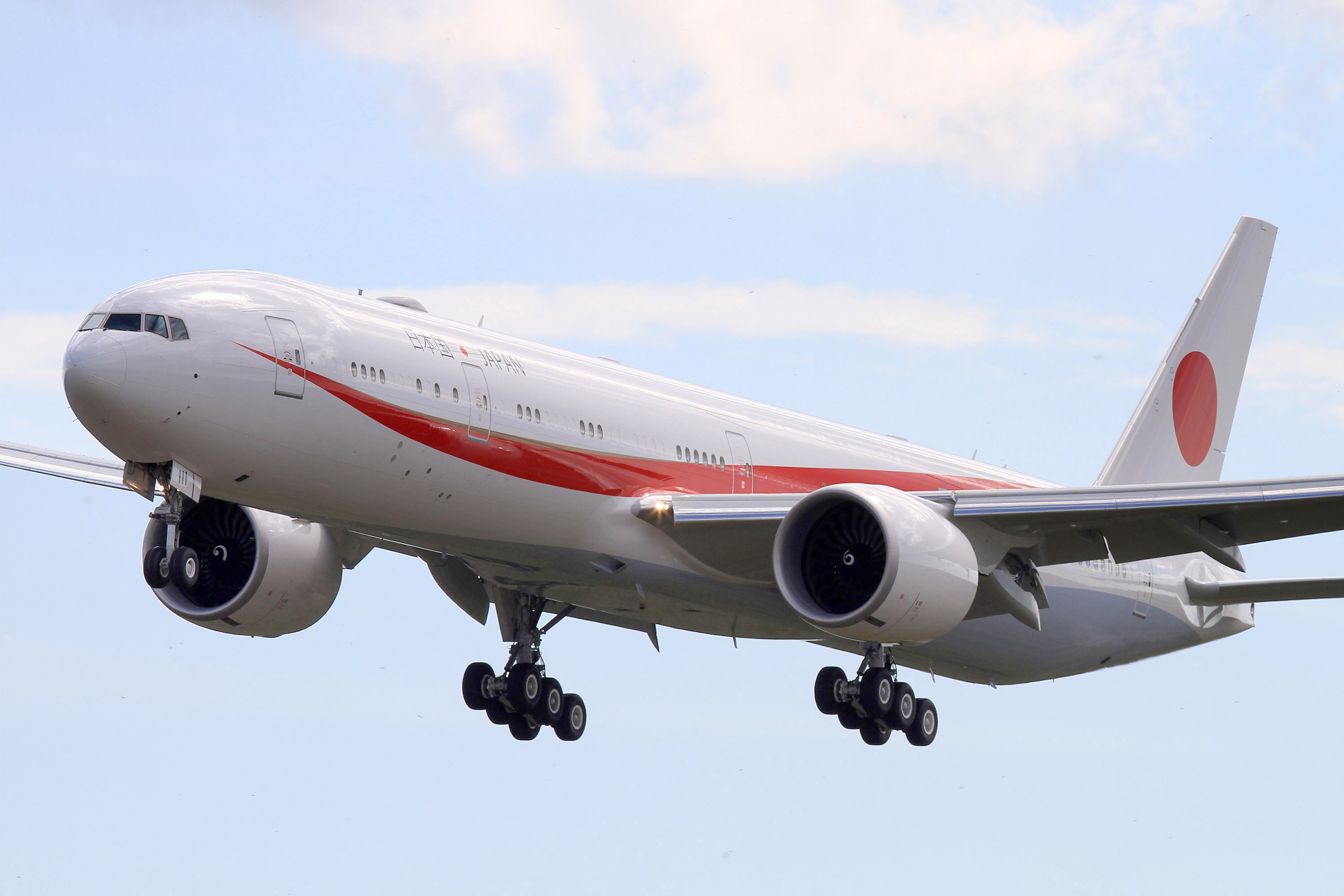
O Boeing 777-300ER, utilizado pelo governo japonês.

A Força Aérea de Autodefesa do Japão opera duas aeronaves Boeing 777-300ER para uso do Primeiro-Ministro, o Imperador, a Imperatriz e outros membros da Família Imperial.
Eles têm os indicativos de rádio Japanese Air Force One e Japanese Air Force Two quando operam em negócios oficiais, e Cygnus One e Cygnus Two quando operam fora de negócios oficiais (por exemplo, em voos de treinamento). As aeronaves sempre voam juntas em missões governamentais, com uma servindo como transporte principal e a outra servindo como reserva com pessoal de manutenção a bordo. As aeronaves são oficialmente chamadas de aeronaves exclusivas do governo japonês (日本国政府専用機, Nipponkoku seifu sen'yō-ki).
Até março de 2019, eram utilizadas duas aeronaves Boeing 747-400. As aeronaves foram construídas na fábrica da Boeing ao mesmo tempo que os VC-25 da Força Aérea dos Estados Unidos, embora as aeronaves estadunidenses tenham sido construídas com o design do 747-200, enquanto as aeronaves japonesas foram construídas com o design 747-400 mais contemporâneo. Ambas as aeronaves japonesas foram entregues em 1990.

### Noruega

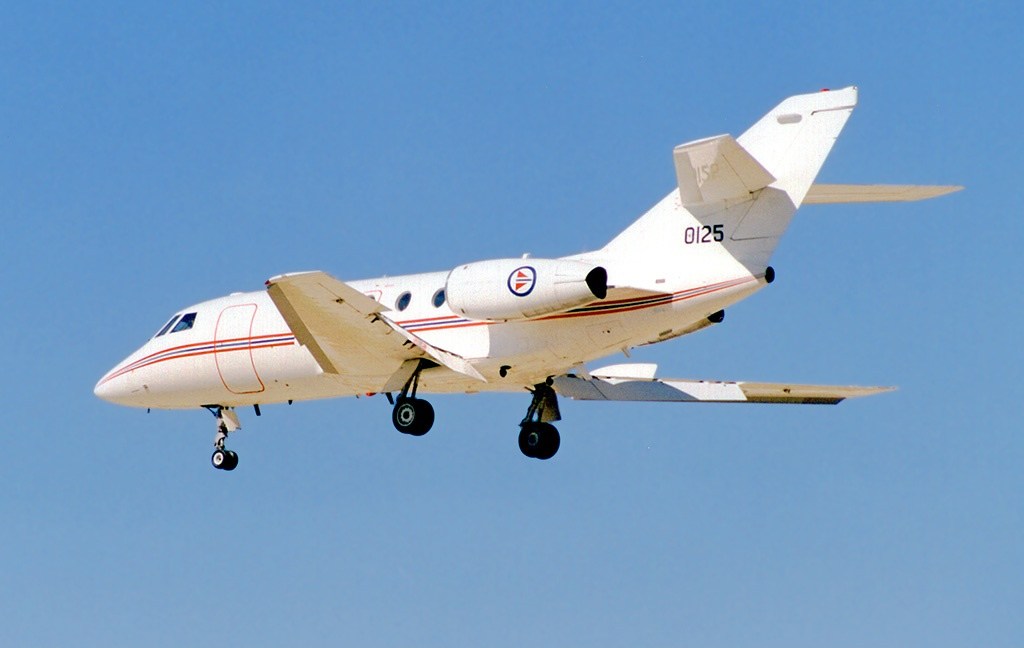
Dassault Falcon 20, servindo como transporte VIP operado pela Força Aérea da Noruega.

O transporte aéreo do rei e do primeiro-ministro da Noruega é feito principalmente por aviões comerciais. No entanto, o governo norueguês fretará pequenos jatos particulares para ministros do governo quando necessário. A 717º Esquadrão da Força Aérea da Noruega na Base Aérea de Rygge também mantém um Dassault Falcon 20 (5–9 passageiros) para transporte VIP da família real, ministros e altos funcionários das forças armadas.

### Nova Zelândia

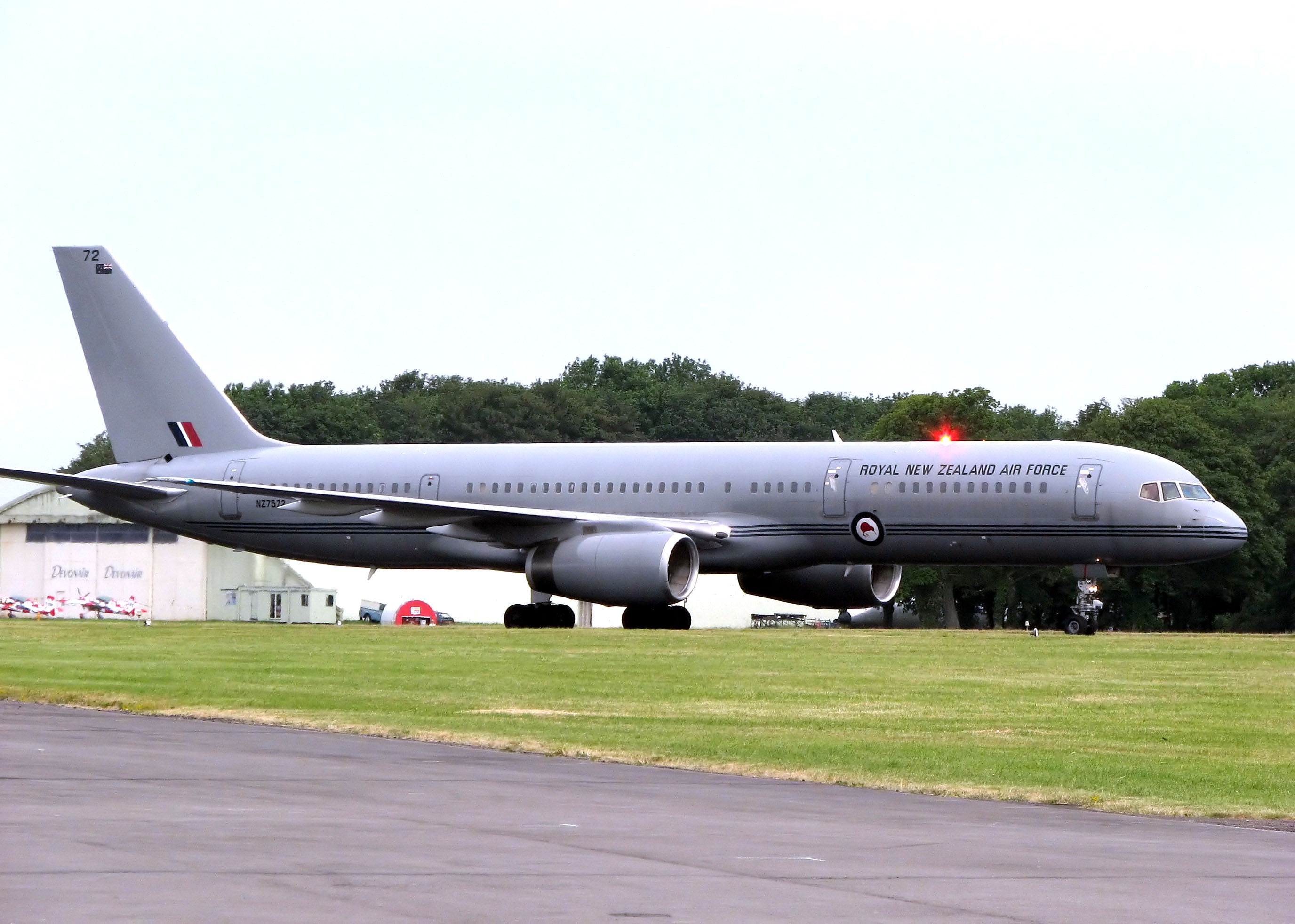
Boeing 757-200 da Força Aérea Real da Nova Zelândia no Aeroporto Costwold, em Kemble, Gloucestershire, Inglaterra, no Reino Unido, para uma exibição aérea.

A Força Aérea Real da Nova Zelândia mantém dois Boeing 757-200 que ocasionalmente são usados para transportar o governador-geral, o primeiro-ministro, vários outros funcionários do governo, bem como a Rainha da Nova Zelândia e membros da Família Real quando estão a negócios na Nova Zelândia. Como aeronaves multifuncionais, são mais frequentemente utilizadas como aeronaves de transporte de tropas ou carga. Geralmente, o primeiro-ministro e funcionários do governo usam voos comerciais ou fretados (com a companhia aérea de bandeira Air New Zealand, quando disponível) para viagens domésticas e internacionais. O 757 substituiu duas antigas aeronaves Boeing 727.

### Portugal

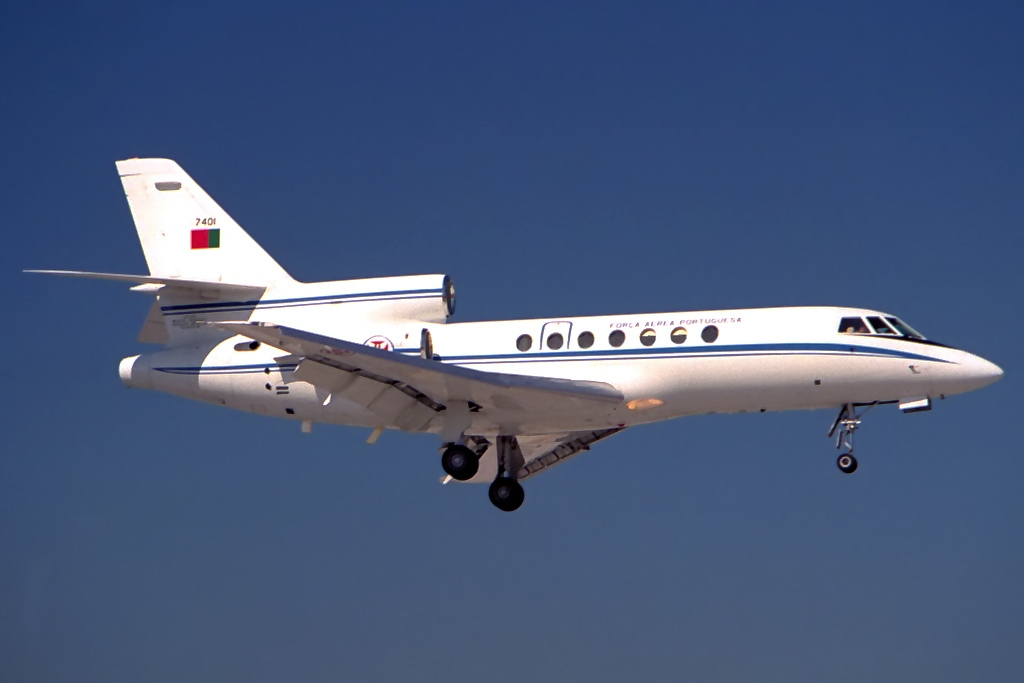
Dassault Falcon 50 da Força Aérea Portuguesa

A Força Aérea Portuguesa opera três Dassault Falcon 50 para uso do Presidente da República e do Primeiro-Ministro, bem como membros do gabinete e outros dignitários, quando apropriado. São operados pela Esquadra 504 "Lynxes", com base no Aeródromo Militar de Lisboa (AT1).
Adicionalmente, para uso similar, a Força Aérea Portuguesa manteve três Dassault Falcon 20, comprados da FedEx como aviões de carga e convertidos para a configuração VIP mantendo a porta de carga descomunal. Estas aeronaves não estão mais operacionais, a última sendo utilizada como aeronave de Calibração de Navegação Aeronáutica.
Os três Dassault Falcon 50 também são frequentemente utilizados para transportes de emergência de órgãos humanos e evacuações médicas de longo alcance, principalmente de e para as ilhas portuguesas dos Açores e da Madeira.
Os Dassault Falcon 50 não foram projetados para voos de longa distância, portanto, para voos de longa distância, o governo português precisa viajar em um voo fretado.[carece de fontes?]

### Uruguai

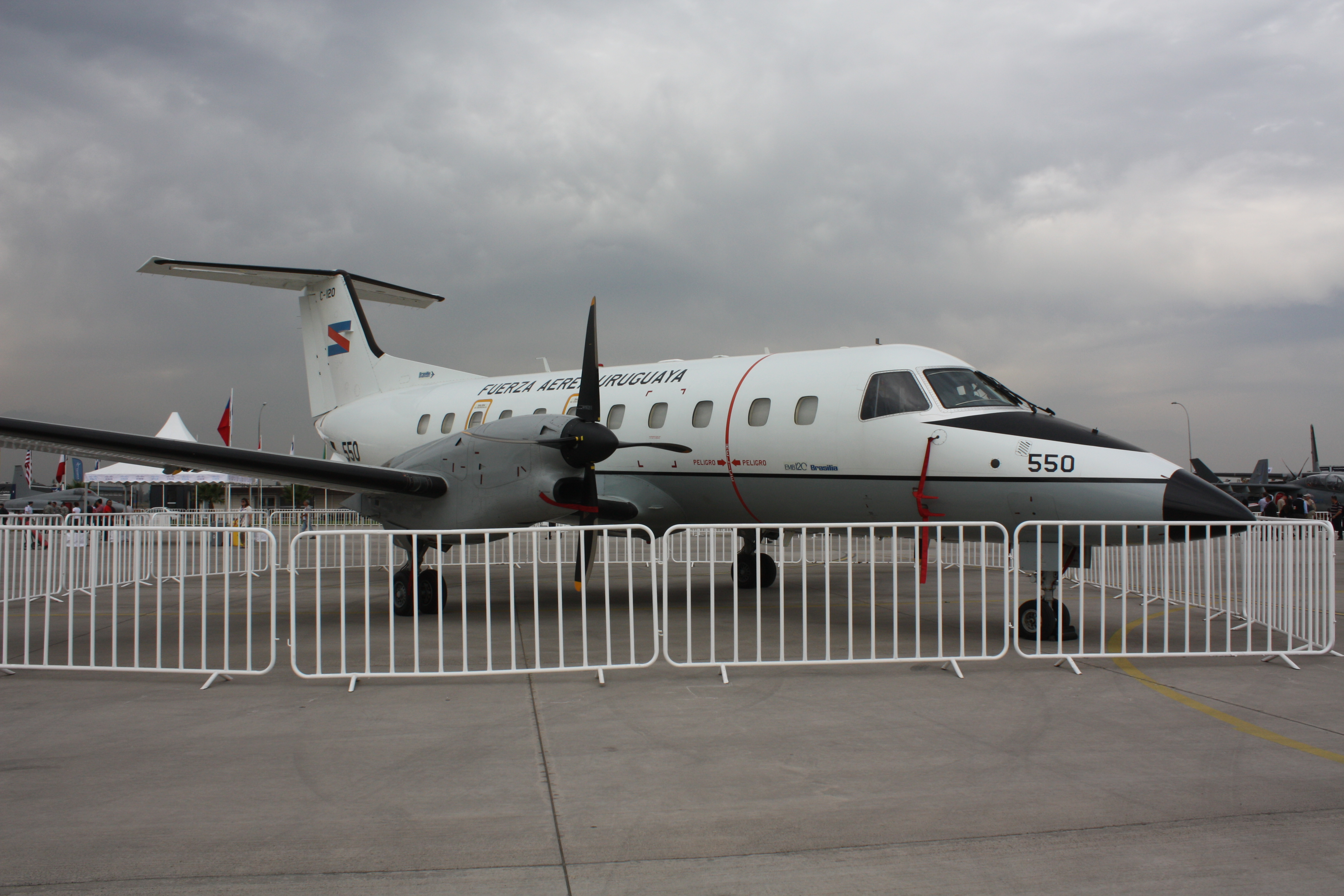
Embraer EMB 120 Brasília da Força Aérea Uruguaia

O Presidente do Uruguai utiliza um Embraer EMB 120 Brasília, operado pela Força Aérea Uruguaia, para voos dentro da América do Sul, e um Cessna 414 operado pela Ancap.

### Cidade do Vaticano

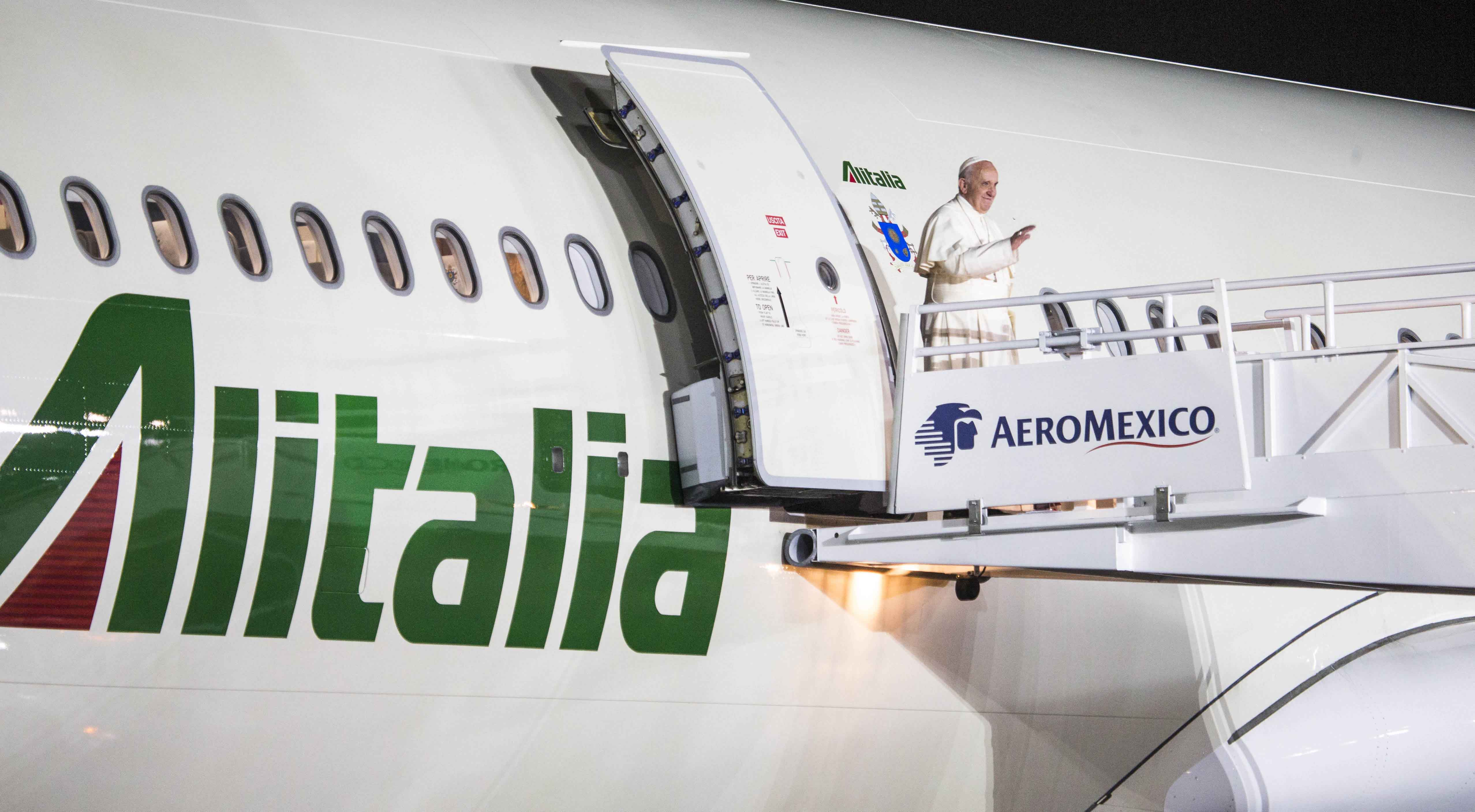
O Papa Francisco durante uma visita à Cidade do México em fevereiro de 2016. Ele desembarca de uma aeronave da Alitalia. A Alitalia e sua sucessora ITA Airways tradicionalmente transporta o Papa dentro da Itália e da Itália para países estrangeiros.

Normalmente, o Papa voa em uma aeronave fretada de asa fixa da ITA Airways quando viaja de ou para destinos mais distantes. Antes de 2021, o Papa voou anteriormente em um voo fretado da Alitalia antes que a companhia aérea encerrasse as operações em 2021 e posteriormente se reorganizasse na ITA Airways. O protocolo tradicional determina que um Papa voe para um país que está visitando em um jato fretado da ITA Airways e volte em um jato pertencente a uma companhia aérea da nação visitada; isso pode variar quando ele está em visita por vários países. Quando o Papa João Paulo II visitou a América do Sul em maio de 1988, ele viajou do Peru para o Paraguai em um Douglas DC-8 da AeroPerú, mas deixou o Aeroporto Internacional de Assunção de volta à Europa em um Boeing 747 transcontinental da Alitalia, que foi trazido poucas horas antes de sua cerimônia de despedida. As aeronaves de maior alcance da Líneas Aéreas Paraguayas (LAP) na época eram os Boeing 707-320B, que precisaram parar em Dacar, no Senegal, para reabastecer. No entanto, ele educadamente viajou dentro do país em um jato da LAP, que por acaso carregava o brasão do distinto visitante na fuselagem dianteira como cortesia. O Papa Bento XVI também voltou do Brasil para Roma pela Alitalia.
O indicativo de chamada de um vôo papal dentro da Itália é "volo papale" ("vôo papal" em italiano), seguido pelo número de vôos que o papa fez. O Papa João Paulo II fez 104 voos papais. O papa também usa um helicóptero da Força Aérea Italiana, um AgustaWestland AW139, para curtas distâncias. Há dois heliportos papais, sendo o heliporto da Cidade do Vaticano no canto oeste da minúscula cidade-estado e outro na extremidade sul da residência papal extraterritorial de Castel Gandolfo. O primeiro possui a designação latina oficial Portus Helicopterorum.

É erroneamente, mas amplamente, acreditado e relatado que os voos internacionais que transportam o Papa usam o indicativo "Shepherd One" (Pastor Um). Este é um mito urbano.